# 8134 Minin
A 8134 Minin (ideiglenes jelöléssel 1978 SQ7) a Naprendszer kisbolygóövében található aszteroida. Ljudmila Vasziljevna Zsuravljova fedezte fel 1978. szeptember 26-án.